# Richard Mahl
Richard Mahl (ur. 28 sierpnia 1898 w Orissaare, zm. 26 czerwca 1964 w Tallinnie) – estoński chemik, działacz państwowy Estońskiej SRR.

## Życiorys
Pracował jako farmaceuta w Narwie, 1918-1923 w Komitecie Nadzwyczajnym w Piotrogrodzie, od 1919 należał do RKP(b), 1929 ukończył Leningradzki Instytut Politechniczny. W latach 1933–1940 kierował laboratorium Leningradzkiego Państwowego Instytutu Naukowo-Badawczego Ceramiki, 1937 został kandydatem nauk chemiczno-technicznych, 1940-1941 pracował w Instytucie Naukowo-Badawczym Ludowego Komisariatu Przemysłu Lekkiego Estońskiej SRR i był zastępcą przewodniczącego Komitetu ds. Nacjonalizacji w Tallinie, a 1942-1944 głównym inżynierem Ałtajskiego Krajowego Zarządu Przemysłu Materiałów Budowlanych. W latach 1944–1948 był dyrektorem Instytutu Naukowo-Badawczego Ludowego Komisariatu/Ministerstwa Przemysłu Łupkowego i Chemicznego Estońskiej SRR, 1948-1951 rektorem Tallińskiego Instytutu Politechnicznego, 1950-1952 przewodniczącym Estońskiego Republikańskiego Towarzystwa ds. Rozszerzania Wiedzy Politycznej i Naukowej, a 1951-1954 zastępcą przewodniczącego Rady Ministrów Estońskiej SRR. Od 19 września 1952 do 17 stycznia 1956 był członkiem KC Komunistycznej Partii (bolszewików) Estonii/Komunistycznej Partii Estonii, w tym od 19 września 1952 do 13 lutego 1954 członkiem Biura KC KP(b)E/KPE, a od 1954 do śmierci akademikiem-sekretarzem Wydziału Nauk Technicznych i Fizyczno-Matematycznych Akademii Nauk Estońskiej SRR. W 1950 został odznaczony Orderem Czerwonego Sztandaru Pracy.